# 천성 (양)
천성(天成, 555년 5월 ~ 10월)은 중국 양(梁) 민제(閔帝) 건안공(建安公) 소연명(蕭淵明)의 연호이다. 5개월 동안 사용하였다. 
555년 5월, 소연명은 북제(北齊)의 군대와 함께 건강의 왕승변(王僧弁)을 압박하여 소방지(蕭方智)를 폐위시키고 황제에 즉위하였다. 그러나 이에 동의하지 않은 진패선(陳覇先)이 건강을 공격하여 왕승변을 살해하고 소연명을 폐위하였으며 연호도 폐지되었다.

## 개원
- 승성(承聖) 4년 5월 27일[1](555년 7월 1일)에 연호를 천성(天成)으로 개원함.[2][3][4][5][6]

- 천성(天成) 원년 10월 22일[7](555년 11월 21일)에 연호를 소태(紹泰)로 개원함.[2][3][4][5][8]

## 연대 대조표
| 천성        | 원년            |
| 서기        | 555년           |
| 간지        | 을해(乙亥)      |
| 북제 (北齊) | 천보(天保) 6년  |
| 서위 (西魏) | 공제(恭帝) 2년  |
| 후량 (後梁) | 대정(大定) 원년 |

## 동시대 연호

### 한국
신라(新羅)
- 개국(開國) (551년 ~ 568년)

### 중국
북제(北齊)
- 천보(天保) (550년 ~ 559년)

후량(後梁)
- 대정(大定) (555년 ~ 562년)

고창국(高昌國)
- 건창(建昌) (555년 ~ 560년)

## 같이 보기
- 다른 왕조의 같은 연호
  - 연(燕, 안사의 난) 천성(天成, 758년 ~ 759년)
  - 후당(後唐) 천성(天成, 926년 ~ 930년)
  - 리 왕조(李朝) 티엔타인(天成, 1028년 ~ 1034년)

- 중국의 연호 목록